# Bernadette Perrin-Riou
Bernadette Perrin-Riou (Ardèche, 1 de agosto de 1955) es una matemática francesa.

## Trayectoria
Entró a la Escuela Normal Superior de París en 1974, completando su trabajo final de carrera en 1977. Fue entonces cuando recibió una beca de investigación en la Universidad Pierre y Marie Curie en París. En 1979, Perrin-Riou consiguió el título superior de Matemáticas por la Universidad de París-Sur y en 1983 se doctoró en la Universidad Pierre y Marie Curie.
Se convirtió en profesora ayudante en 1983 y fue invitada como profesora residente durante un año en la Universidad de Harvard. En 1987 se convirtió en profesora titular en la Universidad de París, París 6. En 1994 se trasladó como profesora titular a la Universidad de París-Sur en Orsay.
La investigación de Perrin-Riou es en teoría de números, especializada en las funciones p-ádicas.
Fue galardonada en 1999 con el Premio Satter de Matemáticas.